# Karen Blacková
Karen Black (1. července 1939 Park Ridge, Illinois, USA – 8. srpna 2013 Santa Monica, Kalifornie) byla americká herečka. Hrála například ve filmech Bezstarostná jízda (1969), Černá výprava (1973) a Dům tisíce mrtvol (2003).
V roce 1971 získala Zlatý glóbus v kategorii „Nejlepší herečka ve vedlejší roli“ ve filmu Malé životní etudy. Stejnou cenu získala i v roce 1975 za film Velký Gatsby. Nominována byla také o rok později na Zlatý glóbus pro nejlepší herečku za Den kobylek.
V roce 2010 jí byla diagnostikována rakovina, které o tři roky později podlehla.